# 奉書焼き
奉書焼き（ほうしょやき、ほうしよやき）は日本における魚の調理法の1つ。
魚介類、キノコ類を奉書紙で包み、天火で蒸し焼きにした料理である。適度な蒸し焼き状態になって、焼き汁が逃げないことが利点とされる。
島根県松江市の郷土料理「スズキの奉書焼き」が知られる。

## スズキの奉書焼き
スズキの奉書焼き（すずきのほうしょやき）は島根県松江市の郷土料理。スズキを奉書紙に包んで蒸し焼きにした料理である。宍道湖七珍料理の一つ。家庭で作られることは少なく、飲食店や料亭などで提供され、会合や祝宴などハレの日に食べられる料理である。
島根県の宍道湖は海水と淡水が混ざりあう汽水湖であり、古事記の国譲りでも出雲から大和朝廷にスズキが献上されている。また、松江市は江戸時代には松江藩の城下町として栄えていた。
漁師がスズキを焚き火の灰で蒸し焼きにしていたところ、松江藩七代藩主の松平治郷（不昧公）が所望したが、灰がついたままではお粗末ということで、奉書紙に包んで献上したのがスズキの奉書焼きのはじまりと言われている。以降、「不昧公」好みの味わいとして歴代の松江藩主の御用の折の料理となり、庶民は長らく口にできなかった。この調理法を郷土料理として復活させたのは松江市の料亭「臨水亭」（1890年創業）の2代目であるという。
宍道湖のスズキは中海へ回遊を行う。スズキは秋から初冬ごろに回遊を終え、産卵のために宍道湖へ戻ってくるがその際（産卵前）の身が肥えて脂が乗っている時期が旬とされる。